# Teqball

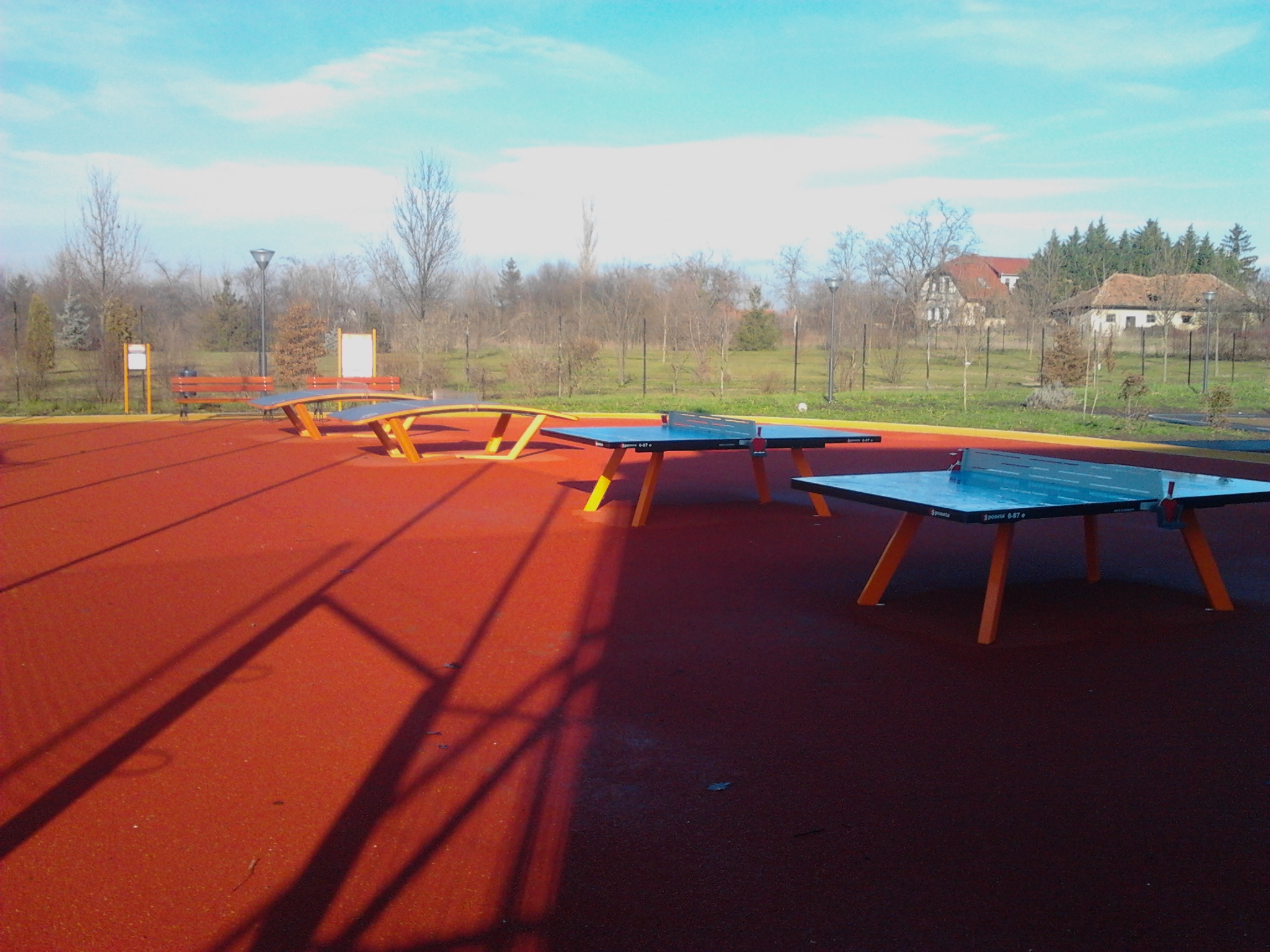
Mesas de teqball (ao fundo) ao lado de mesas de ping-pong em Maklár, Hungria.

Teqball (também conhecido no Brasil como futmesa ou mesabol) é um esporte praticado entre dois jogadores como um jogo de simples ou entre três ou quatro jogadores como um jogo de duplas, que se assemelha a tênis de mesa. É jogado em uma mesa curva e com uma bola semelhante a uma bola de futebol, atingida por qualquer parte do corpo, exceto pelas mãos. O jogo é representado em nível internacional pela Federação Internacional de Teqball (FITEQ). Vários jogadores de futebol de classe mundial foram atraídos pelo jogo e, depois de ser incluído nos Jogos Africanos de Praia, o esporte agora busca a inclusão olímpica.

## História
O Teqball foi inventado em 2014 na Hungria por dois entusiastas do futebol, Gábor Borsányi, ex-jogador profissional, e Viktor Huszár, cientista da computação.  

## Competições

### Copa do Mundo de Teqball
A Copa do Mundo de Teqball é uma competição anual organizada pela FITEQ.
A Copa do Mundo tem competições de simples e duplas, com homens e mulheres participando juntos. A primeira Copa do Mundo de Teqball foi realizada em Budapeste, Hungria, em 2017, com mais de 20 nações participantes. A versão 2018 do evento foi realizada de 12 a 13 de outubro em Reims, França, com um total de 90 jogadores participantes.

### Jogos Africanos de Praia
Teqball foi incluído nos primeiros Jogos Africanos de Praia em Sal, Cabo Verde, de 14 a 23 de julho de 2019. Camarões ganhou o título ao vencer a Nigéria na final.